# Nhục viên
Nhục viên hay Ba-wan (tiếng Trung: 肉圓; bính âm: roù yuán; Wade–Giles: jou4-yüan2; Bạch thoại tự: bah-ôan; nghĩa đen 'thịt viên') là một món ăn vặt của Đài Loan, nó là một chiếc bánh nhân mặn hình đĩa đường kính 6–8 cm với vỏ bánh trong mờ (tức có thể phần nào nhìn thấy nhân thịt bên trong) ăn kèm với nước chấm là xì dầu đặc. Vật liệu làm nhân bánh có thể thay đổi tùy theo địa phương ở Đài Loan, tuy nhiên thông thường nó được làm từ thịt lợn, măng và nấm hương. Nhục viên làm theo kiểu của Chương Hóa được xem là "chuẩn" của các loại nhục viên và cũng là kiểu được biết đến rộng rãi nhất của loại bánh này.
Cái tên "ba-wan" là cách chuyển tự La Tinh không theo chuẩn của cách phát âm của Đài Loan về chữ "nhục viên" (肉圓) hay "nhục hoàn" (tiếng Trung: 肉丸; bính âm: roù wán; nghĩa đen 'thịt viên'). Ở trấn Lộc Cảng, Chương Hóa, nhục viên được phát âm là "bah-hôe" (肉回; nhục hồi; ròuhuí; bah-hôe; 'trả lại thịt') vì hình dạng của chúng giống như chữ "hồi" (回).
Bột làm vỏ bánh được làm từ tinh bột ngô, tinh bột khoai lang và bột gạo; điều này khiến vỏ bánh trở nên dẻo, dính, trông hơi nhầy nhầy và có sắc trong mờ hơi xám. Ban đầu nhục viên được nấu bằng cách hấp, tuy nhiên chúng cũng có thể được rán trong tình trạng ngập trong dầu để tạo cho chúng một lớp bề mặt hoặc rim trong dầu để hâm nóng chúng mà không làm bánh bị khô.

## Lịch sử
Nhục viên được tin rằng xuất hiện lần đầu tiên tại Bắc Đẩu trấn, Chương Hóa, Đài Loan và người sáng tạo ra nó là Phạm Vạn Cư (范萬居; Fàn Wànjū). Phạm sáng chế ra loại bánh này như là một giải pháp tình thế cho nạn khan hiếm lương thực ở Bắc Đầu sau khi vùng này vừa hứng chịu một trận lũ lụt lớn. Từ đó, món bánh nhục viên đã được truyền khắp Đài Loan và được người xứ Đài xem là món ăn đại diện cho đất nước.